# Parco nazionale dei Picos de Europa

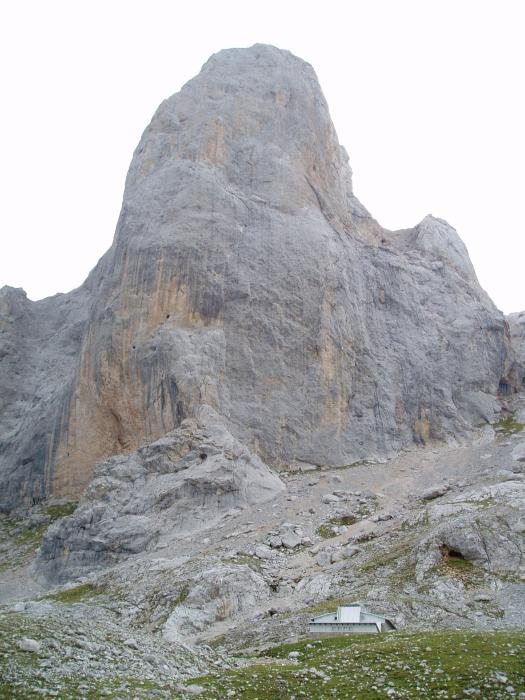
Naranjo de Bulnes

Il parco nazionale dei Picos de Europa è un parco nazionale spagnolo di quasi 65.000 ettari comprendente parte della catena montuosa dei Picos de Europa, facente parte della Cordigliera Cantabrica. Il parco si estende su una regione facente parte delle comunità autonome di Castiglia e León, della provincia di León (24.719 ha), delle Asturie (24.560 ha), e della Cantabria (15.381 ha). 

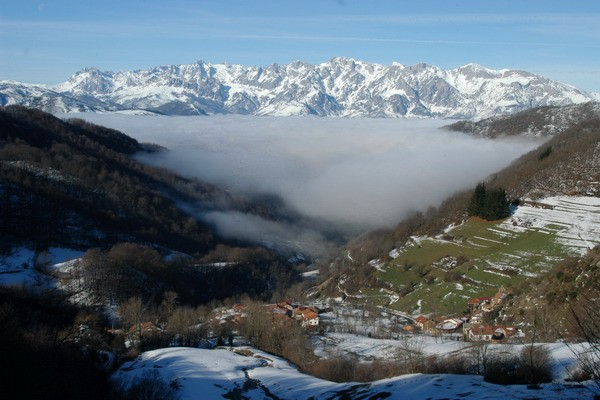
Parco nazionale dei Picos de Europa

## Storia
- I primi abitanti della regione si stabilirono in questa zona a partire dal Neolitico, quando l'uomo scoprì l'agricoltura e l'allevamento. Vivevano nelle valli e si spostavano nella stagione estiva ai pascoli di montagna, dove il bestiame poteva trovare abbondante cibo. Erano propensi a divinizzare i fenomeni e gli elementi naturali ed erano abili nella lotta. Il Mons Vindius era il loro Dio, che non era altro che il Monte Bianco, alludendo così alle bianche vette calcaree che spuntavano dai massicci centrale ed occidentale.
- Nel II secolo a.C. e nel I secolo a.C. arrivò dalla Britannia[senza fonte] il popolo dei Celti. Solo con l'intervento di Cesare Augusto questi luoghi riottennero la pace che fino allora li aveva contraddistinti. Sette secoli dopo, nel 711 arrivarono gli arabi, e Don Pelayo, con un ridotto esercito riuscì a sconfiggere l'esercito musulmano, nella famosa battaglia di Covadonga (svoltasi nell'VIII secolo). Era iniziato il processo di riconquista della penisola iberica che sarebbe durato più di 600 anni.
- Nel Medioevo, con la costruzione di chiese e monasteri, vennero fondati piccoli paesi e costruite delle strade attorno ai Picos de Europa.
- Nel periodo della ricorrenza del 12º centenario della storica battaglia, il 22 luglio 1918 venne istituito[1] il Parque Nacional de la Montaña de Covadonga, il quale possedeva un'estensione di 16.925 ha. Solo una parte dell'attuale Parco nazionale (nel massiccio occidentale) fu oggetto di dichiarazione in questa data.
- Il parco, tale come è conosciuto oggi, venne creato il 30 maggio del 1995, entrando a far parte della rete dei Parchi nazionali della Spagna.
- Il 9 luglio 2003 l'UNESCO approvò la proposta che convertì il parco in Riserva della biosfera[2].

## Geografia
La quota più alta del parco è situata a 2.648 m s.l.m. sulla cima del Torrecerredo e la più bassa a 75 m s.l.m. nel Río Deva. Il dislivello massimo tra due punti del parco è quindi pari a 2.573 m. 

Gli elementi geologici del parco si devono alla combinazione dell'azione dei ghiacciai con i massicci calcarei che formano la Cordigliera Cantabrica.

## Fauna

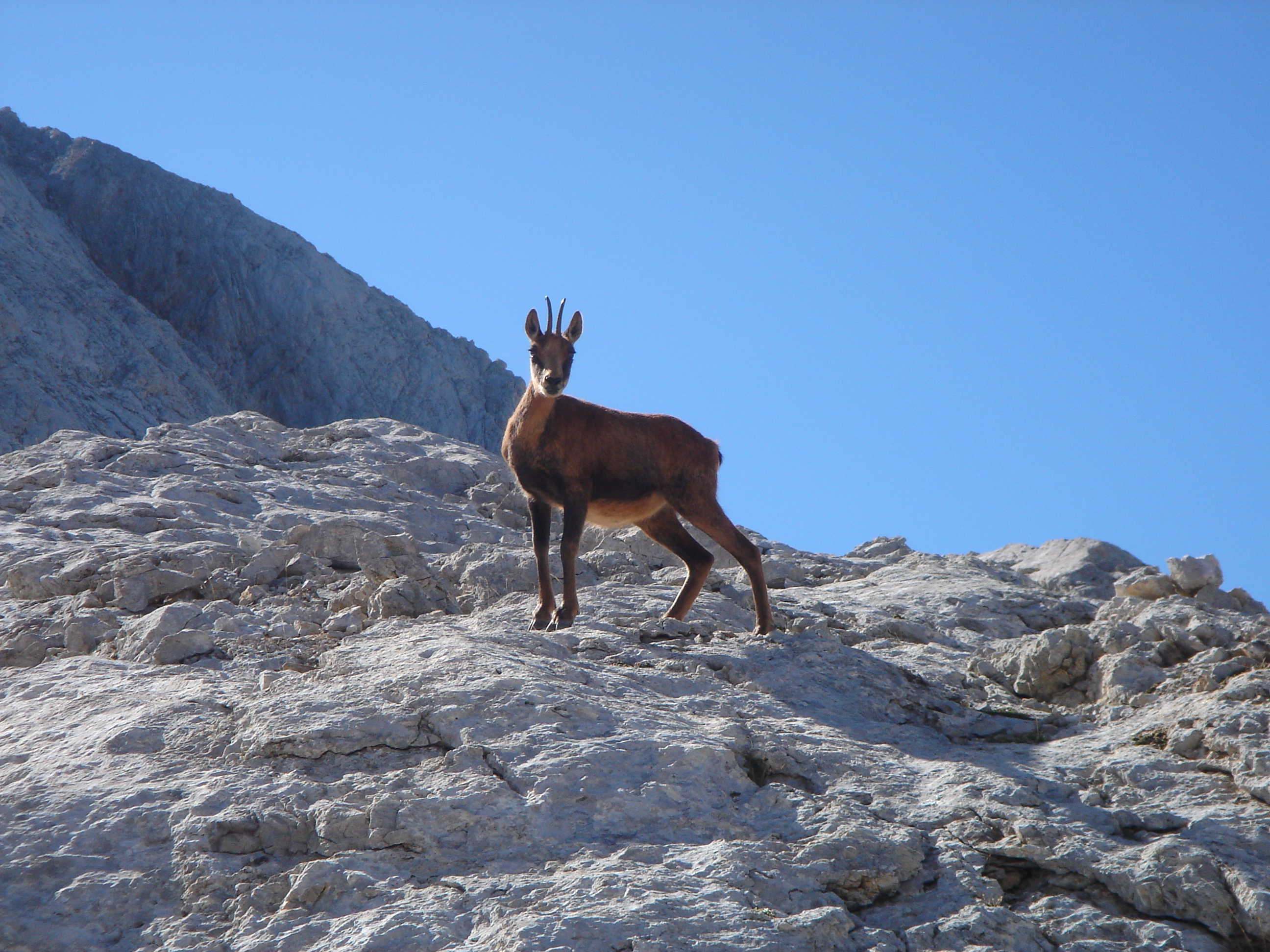
Camoscio, il re dei Picos de Europa

Animale rappresentativo del Parco è il camoscio cantabrico (Rupicapra pyrenaica parva), del quale esistono diverse sculture disseminate in vari luoghi. 

Si trovano nel parco numerose specie protette, come il desman, il gallo cedrone, il gipeto o l'orso bruno. L'orso bruno è senza dubbio una delle specie più caratteristiche della montagna cantabrica, le cui popolazioni occupano una piccola porzione del suo habitat originario nella penisola iberica. Tra i grandi carnivori si evidenzia anche la presenza del lupo iberico (Canis lupus signatus). Nelle aree boschive troviamo il cervo (Cervus elaphus), il capriolo (Capreolus capreolus), il cinghiale e diverse specie di piccoli e medi carnivori come il tasso (Meles meles), la martora (Martes martes), l'ermellino (Mustela erminea), la genetta (Genetta genetta), ecc.
Da ricordare lo stambecco iberico. Estinto nel XIX secolo per l'eccessiva caccia, è stato reintrodotto in semicattività nella Riserva di Riaño, tra il 1991-1997, a partire dagli esemplari catturati sulla Sierra de Gredos. Nel 1998 sono stati poi rilasciati in varie località, all'interno del Parco.